# Sagatus punctifrons
Sagatus punctifrons är en insektsart som först beskrevs av Carl Fredrik Fallén 1826.  Sagatus punctifrons ingår i släktet Sagatus, och familjen dvärgstritar. Arten är reproducerande i Sverige.